# Altróza

Haworthovy vzorce různých forem D-altrózy

Altróza (altrosa) je monosacharid ze skupiny aldóz a hexóz. D-altróza se v přírodě nevyskytuje, ovšem L-altróza byla izolována z bakterií Butyrivibrio fibrisolvens.
Altróza je C3 epimerem manózy. Konformace α-altropyranózy jsou volnější než u většiny ostatních aldohexopyranóz, jako je například idóza. Různé deriváty altrózy v roztocích zaujímají konformace 4C1, OS2 a 1C4.